# Catargynnis macasica
Catargynnis macasica är en fjärilsart som beskrevs av Embrik Strand 1912. Catargynnis macasica ingår i släktet Catargynnis och familjen praktfjärilar. Inga underarter finns listade i Catalogue of Life.